# 希尔斯伯勒 (俄亥俄州)
希尔斯伯勒（Hillsboro）是美国俄亥俄州高地县一个城市，是高地县的县城。2010年人口普查时的人口为6605人。

## 历史
希尔斯伯勒在1807年被规划建设，最有可能以原始城镇附近的山丘命名。